# Institut d'études politiques de Paris
Institut d'études politiques de Paris (cunoscut și prin apocopa Sciences Po, Institutul de Studii Politice din Paris) este o mare instituție din domeniul științelor umane și sociale și al relațiilor internaționale. Sunt propuse studii de drept, de finanțe, de gestiunea resurselor umane, de comunicație, de marketing, de jurnalism, de urbanism și de mediul înconjurător. Școala este reputată pentru calitatea învățământului și exigență. 
A fost înființată în 1872.

## Absolvenți celebri
- Boutros Boutros-Ghali, jurist, profesor și diplomat egiptean
- Jacques Chirac, președinte al Republicii Franceze în 1995 și 2007
- Sandra Pralong, autor, politolog și activist civic
- Dominique Strauss-Kahn, politician francez
- Simone Veil, politiciană franceză, președintă a Parlamentului European, laureată a Premiului Carol cel Mare
- Rama Yade, politician francez

## Profesor celebru
- Alena V. Ledeneva, profesor de politici și societate la School of Slavonic and East European Studies